# Prvački trofej 1982. (hokej na travi)
4. Prvački trofej se održao 1982. godine.

## Mjesto i vrijeme održavanja
Održao se od 6. do 13. lipnja 1982.
Susreti su se odigrali na stadionu Wagener u gradu Amstelveenu u Nizozemskoj.

## Sudionici
Sudjelovali su domaćin i branitelj naslova Nizozemska, Pakistan, Australija, Indija, SR Njemačka i SSSR.

## Natjecateljski sustav
Ovaj turnir se igralo po jednostrukom ligaškom sustavu. Za pobjedu se dobivalo 2 boda, za neriješeno 1 bod, a za poraz nijedan bod. 
Susrete se igralo na umjetnoj travi.

## Rezultati
```
* Nizozemska - Australija       4 : 3
* Pakistan - SR Njemačka        6 : 1
* Indija - SSSR                 4 : 2
```

```
* Pakistan - SSSR               5 : 2
* Nizozemska - SR Njemačka      3 : 3
* Australija - Indija           7 : 2
```

```
* Nizozemska - Indija           5 : 2
* Pakistan - Australija         4 : 4
* Indija - SR Njemačka          3 : 2
```

```
* Nizozemska - SSSR             2 : 0
* Pakistan - Indija             4 : 5
* SR Njemačka - Australija      2 : 2
```

```
* Australija - Indija           7 : 2
* SR Njemačka - SSSR            2 : 0
* Nizozemska - Pakistan         7 : 2 
```

```
Završni poredak:

 1. 
 Nizozemska      5      4      1      0      (21 : 10)       
9

 2. 
 Australija      5      2      2      1      (20 : 14)       
6

 3. 
 Indija          5      3      0      2      (16 : 20)       
6

 4. 
 Pakistan        5      2      1      2      (21 : 19)       
5

 5. 
 SR Njemačka     5      1      2      2      (10 : 14)       
4

 
 6. 
 SSSR            5      0      0      5      ( 6 : 17)       
0
```

| Pobjednici              |
| ----------------------- |
| Nizozemska Drugi naslov |

## Najbolji sudionici
| Najbolji strijelac | Pogodaka   |
| ------------------ | ---------- |
| Ties Kruize        | 9 pogodaka |
| Craig Davies       | 9 pogodaka |